# Columnea parviflora
Columnea parviflora är en tvåhjärtbladig växtart som beskrevs av Conrad Vernon Morton. Columnea parviflora ingår i släktet Columnea och familjen Gesneriaceae. Inga underarter finns listade i Catalogue of Life.